# Эверт, Элиза
Элиза Саборовская Эверт (нем. Elise Saborovsky Ewert, 27 июля 1907, Ганновер — 9 февраля 1940, Равенсбрюк) — немецкая революционерка польско-еврейского происхождения, участница ноябрьского восстания в Бразилии в 1935 году. Супруга Артура Эверта.

## Биография
Элиза Саборовски родилась в немецком Ганновере 27 июля 1907 года. В четыре года переехала вместе с родителями сначала в Австро-Венгрию, затем в Бельгию и Нидерланды. Семья вернулась в Германию после Первой мировой войны в 1918 году. Там Элиза познакомилась с представителями Коммунистической партии.
В 1925 году в возрасте 18 лет, Элиза покинула свою семью поехала в СССР, где стала сотрудником Коминтерна. В следующем году она вышла замуж за Артура Эверта и в дальнейшем сопровождала его в поездках по всему миру.
В 1935 году чета Эверт и ряд других сотрудников Коминтерна были направлены в Бразилию для организации коммунистического переворота. Однако переворот провалился, и Эверты были арестованы. В тюрьме Артур сошёл с ума.
В 1936 году Элизу депортировали в Германию, где она прошла тюрьмы и концлагеря. Она умерла от туберкулёза в концлагере Равенсбрюк 9 февраля 1940 года.

## В культуре
- В фильме Джейми Монжардима «Ольга» роль Элизы Эверт исполнила Renata Jesion.